# تیشنوو
تیشنوو (به لاتین: Tišnov) یک منطقهٔ مسکونی در جمهوری چک است که در ناحیه برنو-تسوونتری واقع شده‌است. تیشنوو ۸٬۹۸۴ نفر جمعیت دارد.